# Léon Azéma
Pour les articles homonymes, voir Azéma.
Léon Azéma est un architecte français né à Alignan-du-Vent dans l'Hérault le 20 janvier 1888 et mort à Épernay le 1er mars 1978.

## Biographie

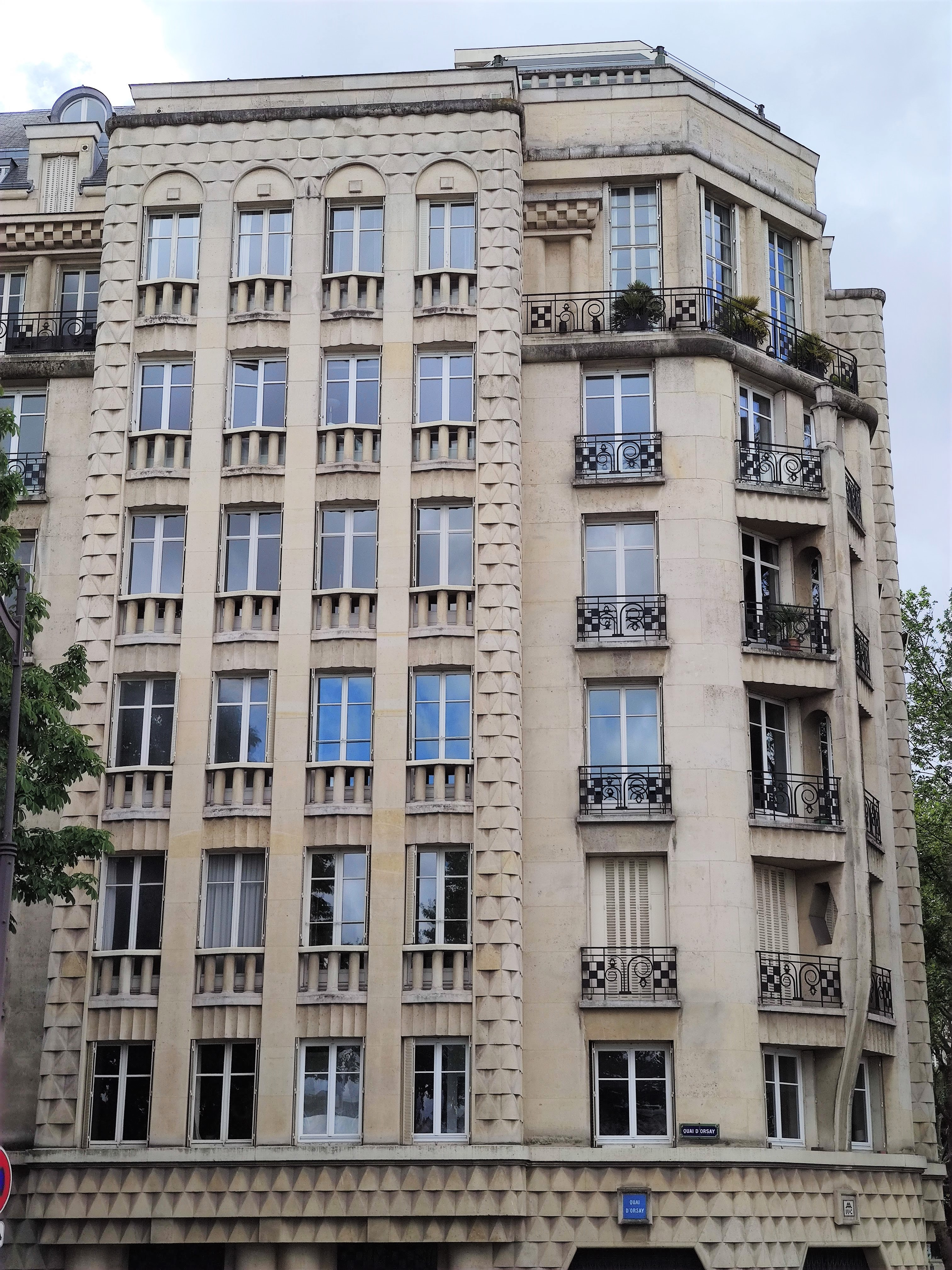
Nos 91-93, quai d'Orsay, Paris.

Fils de viticulteurs ruinés par le phylloxéra, Léon Azéma monte à Paris en 1902 et entre à l'École nationale supérieure des beaux-arts dans l'atelier de l'architecte Gaston Redon.
En 1912, il est appelé au service militaire et grièvement blessé à Charleroi. Fait prisonnier durant la Première Guerre mondiale, il reste cinq ans en captivité. Rentré en France en 1919, il retrouve l’École des beaux-arts. Premier grand prix de Rome en 1921, il est lauréat du concours international pour la construction du Palais de Justice du Caire, en collaboration avec Max Edrei et Jacques Hardy. Il construit plusieurs bâtiments à Alexandrie dont le collège des écoles chrétiennes et le collège Saint-Marc. En 1922, il présente un projet de reconstruction du labyrinthe de Thèbes (Karnak).
À son retour de Rome, il est nommé professeur à l’École des beaux-arts de Paris. Il est lauréat, en 1923, du concours pour l'ossuaire de Douaumont, achevé en 1932, dans lequel Léon Azéma témoigne de son admiration pour l'art roman.
En 1928-1929, Léon Azéma réalise son seul immeuble de rapport parisien à l’angle du quai d’Orsay et de la rue Cognacq-Jay, de style Art déco. Il demeure alors 45, rue du Ranelagh à Paris dans le 16e arrondissement.
Nommé architecte de la ville de Paris, chargé des promenades et des expositions, il commence les études pour la restauration du parc de Sceaux à partir de 1928. En 1932, il y fait reconstruire le pavillon de Hanovre, initialement édifié à Paris dans le boulevard des Italiens, et reconstruit, en 1934-1935, les cascades créées par André Le Nôtre, détruites sous la Révolution française.
À Paris, il crée les squares de la ceinture verte ainsi que le square René-Viviani (1930-1935), et les terrains de sport de l'ASPS[Quoi ?] en 1937. En 1938, il commencera l'aménagement du parc de la Butte du Chapeau-Rouge dans le 19e arrondissement, qui sera terminé par son fils Jean.
Entre 1933 et 1935, il édifie l'église Saint-Antoine-de-Padoue dans le 15e arrondissement. Il construit également des bâtiments administratifs, le service médical et, en 1937, avec Louis-Hippolyte Boileau, l'entrée du parc des expositions de la porte de Versailles.
Pour l'Exposition universelle de 1935 à Bruxelles, il dessine le pavillon de la ville de Paris. En 1936, associé à Maurice Mantout, il construit l'hôpital franco-musulman (Avicenne) de Bobigny.
Avec Jacques Carlu et Louis-Hippolyte Boileau, il remporte le concours pour la construction du palais de Chaillot à l'occasion de l'Exposition universelle de 1937.
Professeur à l'école supérieure des PTT, il est nommé architecte des Postes le 8 août 1928. Il crée le musée de la Poste à Paris[réf. nécessaire] ainsi que nombreux centres postaux : Paris 1er en 1933, Paris 5e en 1933, Paris 8e, le centre de tri de Paris Saint-Lazare en 1938, le Central Roquette Voltaire, Paris 20e puis dans toute la France : Vichy en 1935, Bagneux, le Centre national d'études des télécommunications en 1937, Argenteuil en 1940, Garches en 1941, Marseille en 1959, Strasbourg, le Centre de chèques postaux et le Central téléphonique en 1961, Charleville, Malesherbes, Chaumont, la gare de Troyes, un château d'eau à Bordeaux. Il termine sa carrière aux Postes, le 31 décembre 1953.
Devenu architecte de la RTF, il crée tous les émetteurs ondes longues et ondes courtes réalisés en France, et notamment le Centre émetteur d'Allouis en 1936. En 1953, il participe, sans succès, au concours de la maison de la Radio à Paris.
Il est également chargé de l'hôtel de la Monnaie à Paris jusqu'en 1978.
Peintre amateur, il réalise de nombreuses œuvres dont plusieurs vues de Parthenay (Deux-Sèvres), ville natale de sa femme. Il a conçu sa villa de Sainte-Maxime ainsi que sa maison de Bourg-la-Reine, au 4, avenue Aristide-Briand, où il résidait depuis 1939. Léon Azéma est inhumé au cimetière de cette localité, le 8 mars suivant, (dans la division 22).

Villas égyptiennes (vers 1925).
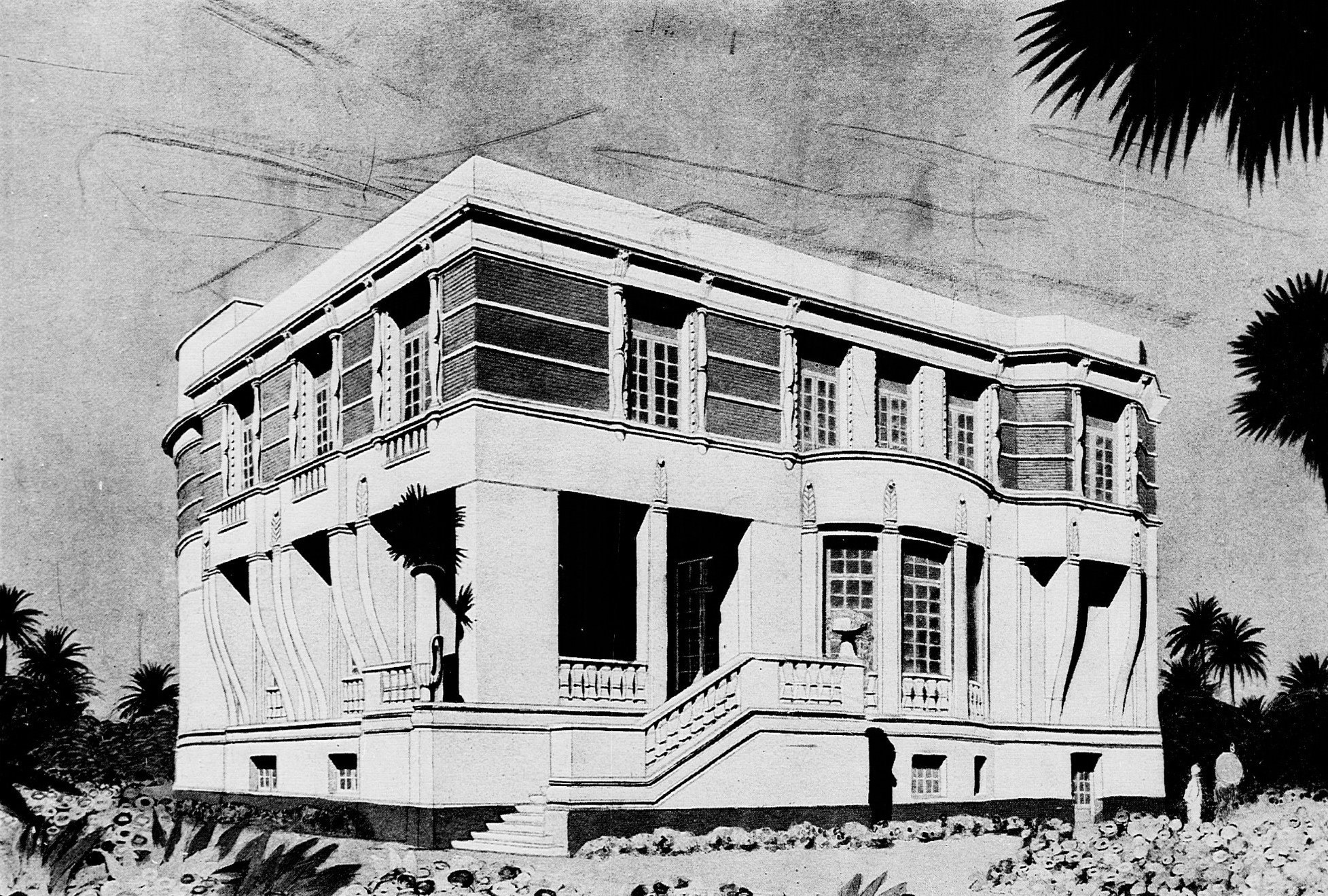
Villa Cicurel, Alexandrie[8].
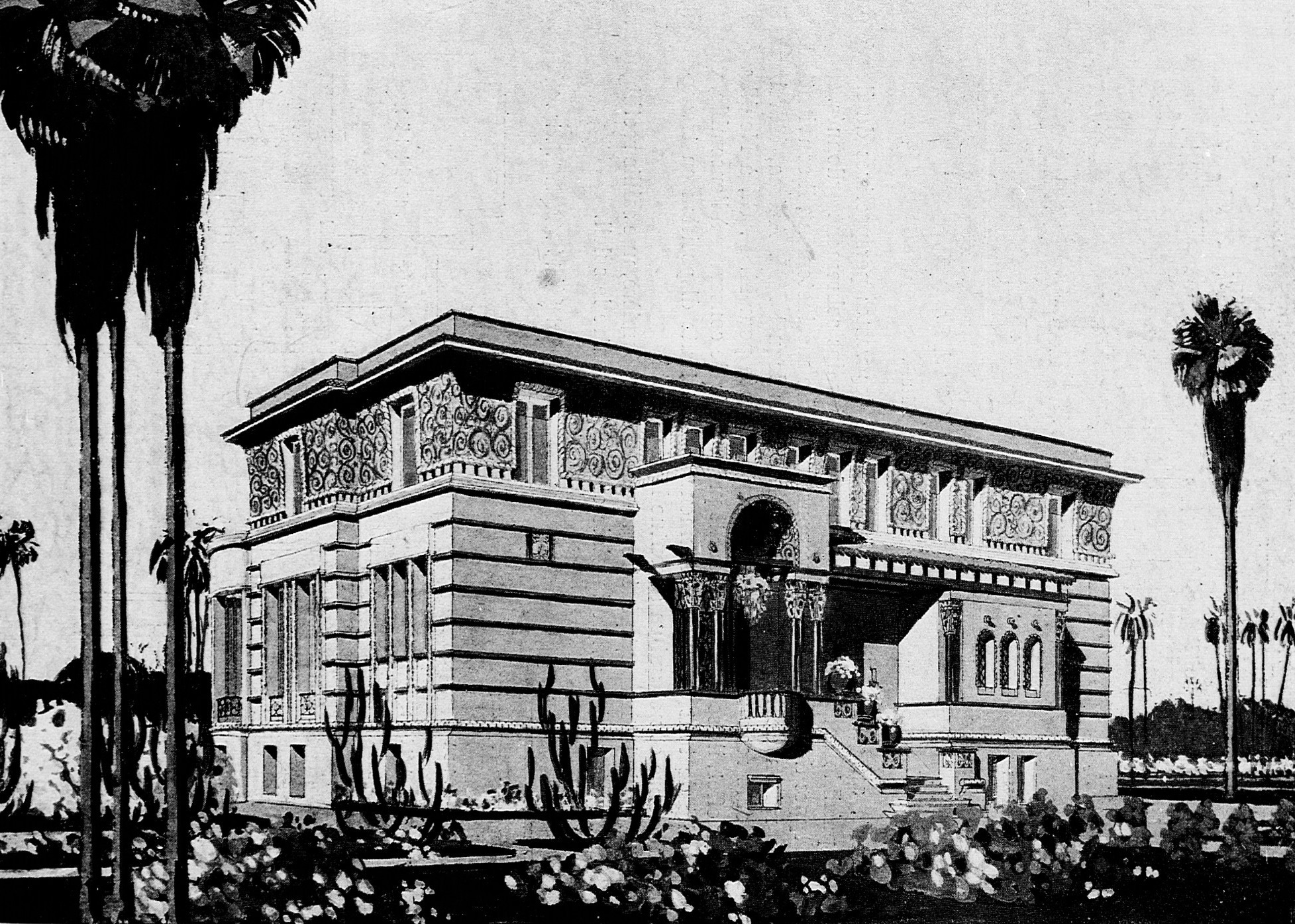
Villa Barcilon, Alexandrie[8].
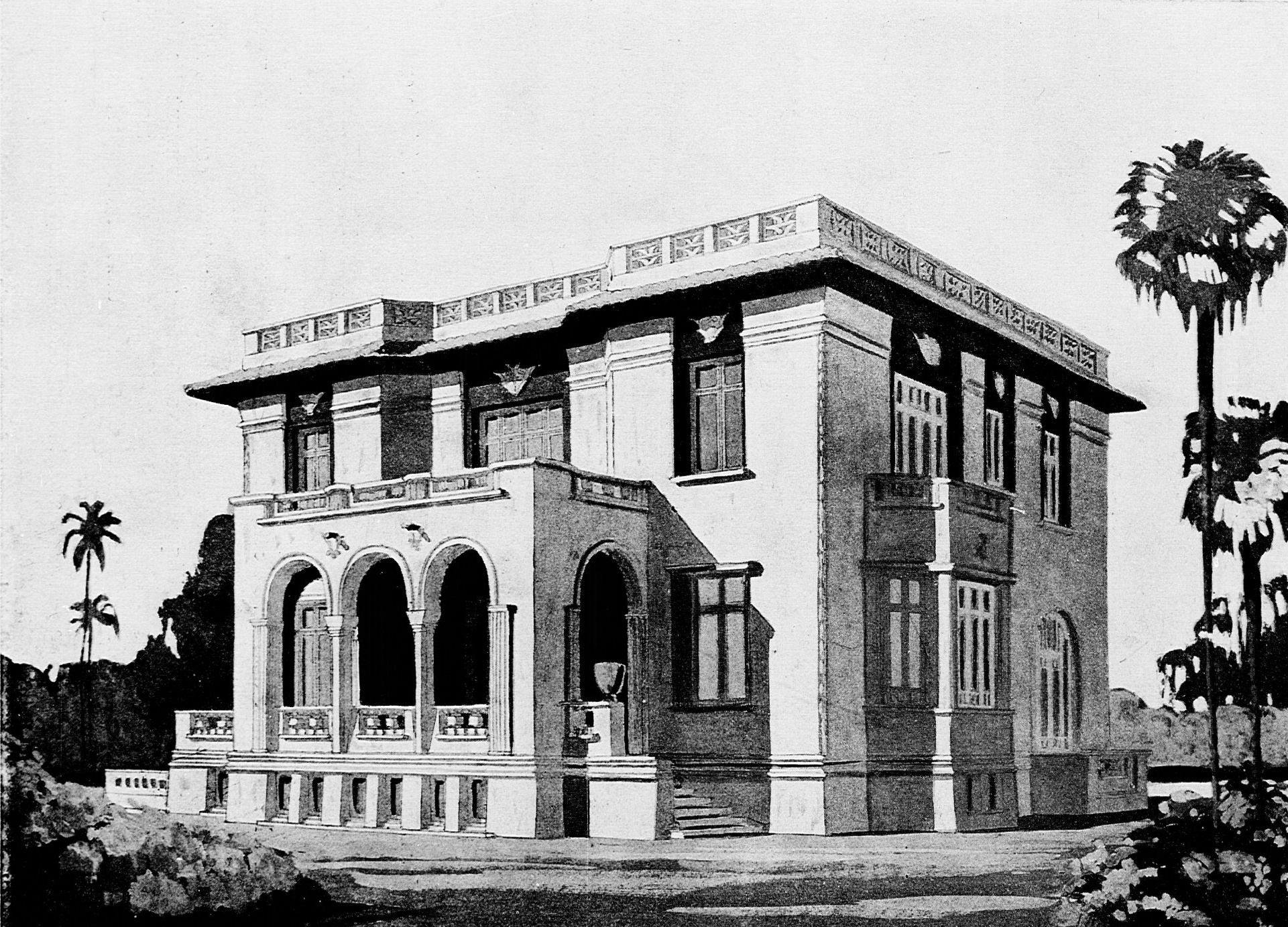
Villa Green, Le Caire[8].
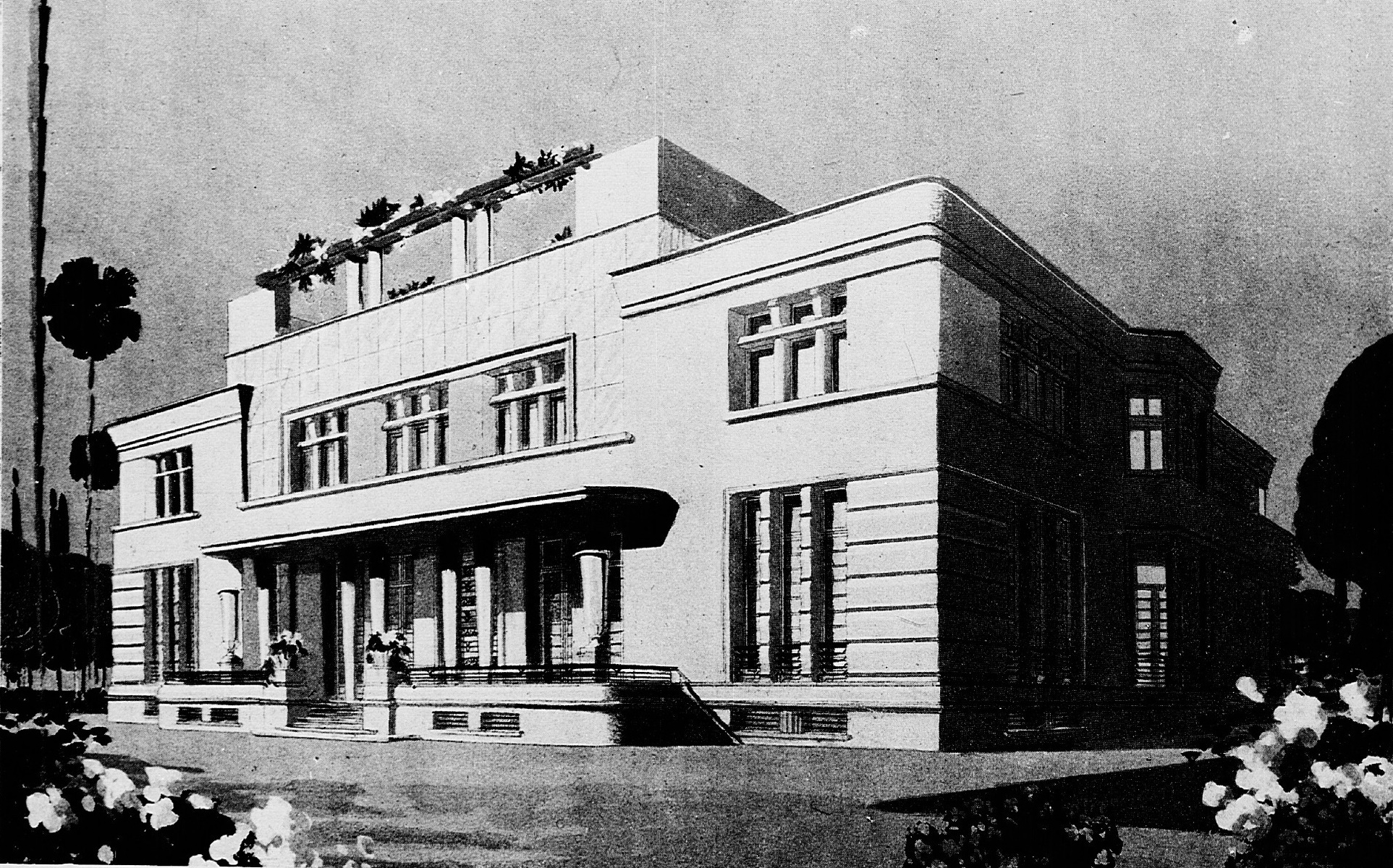
Villa Rateb bey, Le Caire[8].

## Hommages
- Le centre socio-culturel d’Alignan-du-Vent (Hérault), créé le 1er novembre 1989, porte le nom de l’architecte[9]. En 2021, dans cette même commune, une plaque commémorative a été posée sur la façade de sa maison natale par l’association Les Amis d’Alignan-du-Vent, en présence de membres de sa famille[10].

### Sources bibliographiques
- Dr. Xavier Lenormand, Étienne Thieulin (préface), Histoire des rues de Bourg-la-Reine, 1994, p. 22.
- Philippe Chaplain, Michel Bonnefille, Léon Azéma Architecte 1888-1978, éd. de la Mairie de Bourg-la-Reine brochure no 2, année 2004
- Mercedes Volait, Architectes et architectures de l'Égypte moderne (1830-1950). Genèse et essor d'une expertise locale, Paris, Maisonneuve et Larose, 2005 (Architectures modernes en Méditerranée : sources, identité, actualité).
- Maria Cavaillès, Les peintres de Parthenay et de la Gâtine, nés avant 1900, [catalogue d'exposition], Parthenay, Éditions du musée Georges Turpin, 2005,  (ISBN 9782951927049)
- « Histoire et architecture du 91-93, quai d’Orsay », Immeubles d’exception à Paris, volume 2, CoolLibri, 2024  (ISBN 979-10-426-1201-6).